# Apristurus fedorovi
Apristurus fedorovi es una especie de peces de la familia Scyliorhinidae en el orden de los Carcharhiniformes.

## Morfología
Los machos pueden llegar alcanzar los 68,3 cm de longitud total.

## Reproducción
Es ovíparo.

## Hábitat
Vive entre los 100 y los 1500 m de profundidad.

## Distribución geográfica
Se encuentra en las  costas del noroeste del Pacífico: Japón. 